# Dristigheten (1900)
Dristigheten byla pobřežní bitevní loď švédského námořnictva. Jednalo se o vylepšenou verzi předcházející třídy Oden. Ve službě byla od roku 1901, roku 1928 byla přestavěna na nosič hydroplánů. Vyřazena byla roku 1947. Následně byla do roku 1961 využívána jako cvičný cíl. Byla to první švédská bitevní loď vyzbrojená výhradně rychlopalnými kanóny.

## Stavba

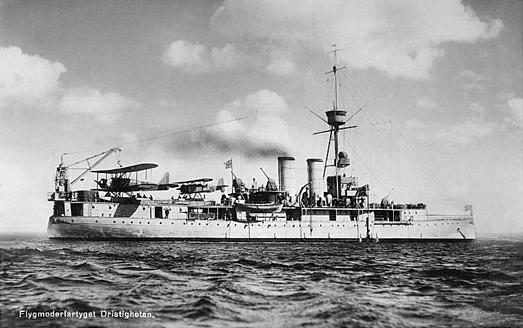
Dristigheten po přestavbě na nosič hydroplánů

Plavidlo postavila loděnice Lindholmen v Göteborgu. Stavba byla zahájena v říjnu 1898, na vodu byla loď spuštěna 28. dubna 1900 a do služby přijata 5. září 1901.

## Konstrukce

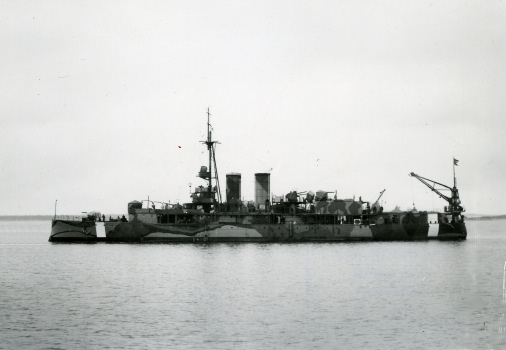
Dristigheten za druhé světové války

Výzbroj tvořily dva 209mm kanóny v jednodělových věžích, dále šest 152mm kanónů v jednohlavňových postaveních, deset 57mm kanónů a dva 450mm torpédomety. Pohonný systém tvořilo osm kotlů Yarrow a dva parní stroje s trojnásobnou expanzí o výkonu 5400 hp, pohánějící dva lodní šrouby. Nejvyšší rychlost dosahovala 16,5 uzlu. Dosah byl 3500 námořních mil při rychlosti 10 uzlů.

### Modernizace
V letech 1927–1928 byla loď přestavěna na nosič hydroplánů. Původní výzbroj byla sejmuta. Nahradily ji čtyři 75mm kanóny a čtyři 8mm kulomety. Na trup byly instalovány nové nástavby využívané pro skladování a údržbu hydroplánů. Neseny byly až tři letouny (např. Fairey III). Kvůli chybějícímu katapultu mohla letadla startovat pouze z mořské hladiny.